# Emma Bliss
Emma Bliss, född 21 oktober 1986 i Göteborg, är en svensk streamer, gamer och youtuber och röstskådespelare. I gamingsammanhang är hon känd som Swebliss.
Bliss började sända livestreaming på plattformen Twitch under 2014 och efter några år hade hon etablerat sig som Nordens största kvinnliga livestreamer med drygt 234 000 följare (2024).
2021 blev Bliss kontaktad av Disney med en fråga om att medverka som röstskådespelare i filmen Ron rör om. Två år senare blev hon kontaktad av Universal som ville ha med henne för att göra röster till Super Mario Bros. Filmen.
Emma Bliss har vid flera tillfällen lyft problemen med näthat som kvinnliga streamingprofiler utsätts för och 2023 utsågs hon till Månadens Nätängel av företaget Mysafety.